# Escravidão do salário
A escravidão do salário ou escravidão assalariada é um conceito anarquista segundo o qual o trabalho assalariado é similar à escravidão com a única diferença que, neste caso, o trabalhador é coagido pela perspectiva da pobreza e não do chicote.